# Meridiano 142 W
O meridiano 142 W é um meridiano que, partindo do Polo Norte, atravessa o Oceano Ártico, América do Norte, Oceano Pacífico, Oceano Antártico, Antártida e chega ao Polo Sul. Forma um círculo máximo com o Meridiano 38 E.
Começando no Polo Norte, o meridiano 142º Oeste tem os seguintes cruzamentos:
| País, território ou mar | Notas |
| ----------------------- | --- |
| Oceano Ártico           | |
| Mar de Beaufort         | |
| Estados Unidos          | Alasca |
| Oceano Pacífico         | Passa a leste do atol Takume, Polinésia Francesa · Passa a oeste do atol Rekareka, Polinésia Francesa · Passa a leste do atol Marokau, Polinésia Francesa · Passa a leste do atol Ravahere, Polinésia Francesa · Passa a oeste do atol Nengonengo, Polinésia Francesa |
| Oceano Antártico        | |
| Antártida               | Território não reivindicado |